# Hybomitra svenhedini
Hybomitra svenhedini är en tvåvingeart som först beskrevs av Krober 1933.  Hybomitra svenhedini ingår i släktet Hybomitra och familjen bromsar. Inga underarter finns listade i Catalogue of Life.